# 前田一球・写楽
前田一球・写楽（まえだいっきゅう・しゃらく）は、かつて吉本興業に所属していた漫才コンビ。

## 概要
1976年、前田五郎の弟子同士だった前田一球と初代・前田写楽で"初代・前田一球・写楽"結成するも、目立った活躍なく1年程で解散。
1978年2月、吉本新喜劇の座員だった浜田良典（後の二代目・前田写楽）と"二代目・前田一球・写楽"を結成。
1980年、NHK上方漫才コンテスト・ABC漫才・落語新人コンクールといった在阪局主催の新人賞レースで賞を受賞、毎日放送の「ヤングおー!おー!」にて村上ショージ、岡田祐治、前田犬千代・竹千代、Wパンチらと共に「パッパラパーズ」に抜擢、漫才ブーム以降の吉本興業の若手漫才師として松みのる・杉ゆたか、横山アラン・ドロン、伊豆あすか・奄美きょうかなど注目漫才師の筆頭として活躍するも、1982年の吉本総合芸能学院の開校、1986年、心斎橋筋2丁目劇場などでダウンタウン 、ハイヒール、トミーズなどの次世代の漫才師の登場により1988年解散。 

## メンバー
前田一球（1953年10月24日 - ）本名は広瀬義政。
愛媛県の生まれ、愛媛県立伯方高等学校卒業後、1974年に前田五郎に入門。
前田写楽2代目（1953年11月20日 - ）本名は浜田良典。
写楽は2代目を数える。初代は1年ほどの活動で短期間だったので詳細不明。一般的によく知られているのは2代目。
大阪府の生まれ、大阪芸術大学卒業後、1976年から花月の進行役から2年間吉本新喜劇に本名で出演。1976年2月よりコンビを組む。島田紳助率いる「紳助バンド（SHINSUKE-BAND）」のドラムで参加していたこともある。（後に脱退）
後に前田りょうてんに改名している。妻は宗右衛門町でスナック「気楽」を経営している。2008年11月9日ワッハホールにて歌手の森千紗花の舞台「新世界歌謡道Ⅲ　風にさすらう親子草」に出演。
2011年7月20日、前田写楽の名前で吉本新喜劇に入団(事実上の復帰)。芸名もしゃーやんと名乗っている。
2014年の8月29日の新喜劇特番にて髪を金髪に染め上げる。

## 受賞歴
- 1980年 第10回NHK上方漫才コンテスト 優秀敢闘賞
- 1980年 第1回ABC漫才・落語新人コンクール 漫才の部 最優秀新人賞

## 出演番組
- テレビ
  - 歓楽街行進曲（毎日放送）
- ラジオ
  - 日新です まいどおおきに（ラジオ関西）